# Fort Worth Meacham nemzetközi repülőtér
A Fort Worth Meacham nemzetközi repülőtér (IATA: FTW, ICAO: KFTW) az Amerikai Egyesült Államok egyik nemzetközi repülőtere, amely Dallas közelében található. Éves utasforgalma 1604 fő .

## Légitársaságok és úticélok
2025-ben a Fort Worth Meacham nemzetközi repülőtérről az alábbi járatok indulnak (Utoljára frissítve: 2025-02-12):
| Légitársaság                      | Célállomások                                                        |
| --------------------------------- | ------------------------------------------------------------------- |
| Bombardier Business Jet Solutions | Charter: Dallas/Fort Worth, Austin                                  |
| Citationshares                    | Charter: Providence, Dallas/Fort Worth                              |
| Netjets                           | Charter: Charlotte                                                  |
| Charter Fleet International       | Charter: Dallas/Fort Worth, Houston, Angel Fire, New Mexico, Austin |
| Clay Lacy Aviation                | Charter: Los Angeles, New York, Miami, Portland                     |

## Futópályák
A repülőtér futópályái:
- 16/34 (7502 ft, 150 ft, beton)
- 17/35 (4005 ft, 75 ft, aszfalt)

## Forgalom
Az utasforgalom az elmúlt években az alábbi módon változott:
| Utasok száma | 2208 | 3532 | 8696 | 1604 |
|              | 2016 | 2017 | 2018 | 2019 |